# 维西柳
维西柳（学名：Salix weixiensis）为杨柳科柳属的植物，为中国的特有植物。分布于中国大陆的云南等地，生长于海拔1,950米至2,600米的地区，多生长在灌丛以及杂木林中，目前尚未由人工引种栽培。